# Grand Prix mondial de volley-ball 1996
Navigation
Grand Prix 1995 Grand Prix 1997
Le 4e Grand Prix mondial de volley-ball féminin s'est déroulé du 30 août au 29 septembre 1997.
L'évènement s'est déroulé sur plusieurs semaines dans cinq pays et neuf villes : à Macao, Hong Kong, en Chine, à Taïwan et au Japon, en Indonésie, à Honolulu. 
La phase finale s'est joué à Shanghai en Chine du 27 septembre au 29 septembre 1997.

## Équipes participantes
| Europe          | Amérique               | Asie                     |
| --------------- | ---------------------- | ------------------------ |
| Pays-Bas Russie | Brésil Cuba États-Unis | Chine Corée du Sud Japon |

## Tournois Préliminaires

### Premier week-end
| Groupe A                              | Groupe B                                               |
| ------------------------------------- | ------------------------------------------------------ |
| Site : Sendai Chine Cuba Japon Russie | Site : Jakarta Brésil Corée du Sud États-Unis Pays-Bas |

#### Groupe A (Sendai)
| Rang | Équipe | Point | J | G | P | PP | PC | Ratio | SP | SC | Ratio |
| 1    | Chine  | 5     | 3 | 2 | 1 | 7  | 5  | 1,400 |    |    | 1.097 |
| 2    | Cuba   | 5     | 3 | 2 | 1 | 6  | 5  | 1,200 |    |    | 1.034 |
| 3    | Russie | 5     | 3 | 2 | 1 | 7  | 6  | 1,166 |    |    | 1.000 |
| 4    | Japon  | 3     | 3 | 0 | 3 | 4  | 9  | 0,444 |    |    | 0.892 |

#### Groupe B (Jakarta)
| Rang | Équipe       | Point | J | G | P | PP | PC | Ratio | SP | SC | Ratio |
| 1    | Brésil       | 6     | 3 | 3 | 0 | 9  | 2  | 4,500 |    |    | 1.295 |
| 2    | États-Unis   | 4     | 3 | 1 | 2 | 7  | 8  | 0,875 |    |    | 0.934 |
| 3    | Corée du Sud | 4     | 3 | 1 | 2 | 5  | 7  | 0,714 |    |    | 1.067 |
| 4    | Pays-Bas     | 4     | 3 | 1 | 2 | 4  | 8  | 0,500 |    |    | 0.801 |

### Deuxième week-end
| Groupe C                                    | Groupe D                                      |
| ------------------------------------------- | --------------------------------------------- |
| Site : Osaka Brésil États-Unis Japon Russie | Site : Beijing Chine Cuba États-Unis Pays-Bas |

#### Groupe C (Osaka)
| Rang | Équipe     | Point | J | G | P | PP | PC | Ratio | SP | SC | Ratio |
| 1    | États-Unis | 6     | 3 | 3 | 0 | 9  | 3  | 3,000 |    |    | 1.272 |
| 2    | Brésil     | 5     | 3 | 2 | 1 | 8  | 6  | 1,333 |    |    | 1.138 |
| 3    | Russie     | 4     | 3 | 1 | 2 | 4  | 6  | 0,666 |    |    | 1.016 |
| 4    | Japon      | 3     | 3 | 0 | 3 | 3  | 9  | 0,333 |    |    | 0.651 |

#### Groupe D (Beijing)
| Rang | Équipe       | Point | J | G | P | PP | PC | Ratio | SP | SC | Ratio |
| 1    | Cuba         | 6     | 3 | 3 | 0 | 9  | 0  | MAX   |    |    | 2.000 |
| 2    | Chine        | 5     | 3 | 2 | 1 | 6  | 5  | 1,200 |    |    | 1.217 |
| 3    | Corée du Sud | 4     | 3 | 1 | 2 | 5  | 6  | 0,833 |    |    | 0.874 |
| 4    | Pays-Bas     | 3     | 3 | 0 | 3 | 0  | 9  | 0,000 |    |    | 0.460 |

### Troisième week-end
| Groupe E                                       | Groupe F                                      |
| ---------------------------------------------- | --------------------------------------------- |
| Site : Honolulu Cuba États-Unis Japon Pays-Bas | Site : Macao Brésil Chine Corée du Sud Russie |

#### Groupe E (Honolulu)
| Rang | Équipe     | Point | J | G | P | PP | PC | Ratio | SP | SC | Ratio |
| 1    | Cuba       | 6     | 3 | 3 | 0 | 9  | 1  | 9,000 |    |    | 1.566 |
| 2    | États-Unis | 4     | 3 | 1 | 2 | 5  | 7  | 0,714 |    |    | 1.021 |
| 3    | Pays-Bas   | 4     | 3 | 1 | 2 | 4  | 6  | 0,666 |    |    | 0.746 |
| 4    | Japon      | 4     | 3 | 1 | 2 | 4  | 8  | 0,500 |    |    | 0.905 |

#### Groupe F (Macao)
| Rang | Équipe       | Point | J | G | P | PP | PC | Ratio | SP | SC | Ratio |
| 1    | Chine        | 6     | 3 | 3 | 0 | 9  | 4  | 2,250 |    |    | 1.406 |
| 2    | Brésil       | 5     | 3 | 2 | 1 | 7  | 4  | 1,750 |    |    | 1.187 |
| 3    | Russie       | 4     | 3 | 1 | 2 | 6  | 6  | 1,000 |    |    | 0.856 |
| 4    | Corée du Sud | 3     | 3 | 0 | 3 | 1  | 9  | 0,111 |    |    | 0.644 |

### Quatrième week-end
| Groupe G                                     | Groupe H                                          |
| -------------------------------------------- | ------------------------------------------------- |
| Site : Taipei Brésil Corée du Sud Cuba Japon | Site : Hong Kong Chine États-Unis Pays-Bas Russie |

#### Groupe G (Taipei)
| Rang | Équipe       | Point | J | G | P | PP | PC | Ratio | SP | SC | Ratio |
| 1    | Cuba         | 6     | 3 | 3 | 0 | 9  | 0  | MAX   |    |    | 1.432 |
| 2    | Brésil       | 5     | 3 | 2 | 1 | 6  | 4  | 1,500 |    |    | 1.070 |
| 3    | Corée du Sud | 4     | 3 | 1 | 2 | 4  | 6  | 0,666 |    |    | 0.976 |
| 4    | Japon        | 3     | 3 | 0 | 3 | 0  | 9  | 0,000 |    |    | 0.659 |

#### Groupe H (Hong Kong)
| Rang | Équipe     | Point | J | G | P | PP | PC | Ratio | SP | SC | Ratio |
| 1    | Russie     | 6     | 3 | 3 | 0 | 9  | 2  | 4,500 |    |    | 1.442 |
| 2    | États-Unis | 5     | 3 | 2 | 1 | 7  | 6  | 1,166 |    |    | 1.056 |
| 3    | Chine      | 4     | 3 | 1 | 2 | 4  | 6  | 0,666 |    |    | 1.007 |
| 4    | Pays-Bas   | 3     | 3 | 0 | 3 | 1  | 9  | 0,111 |    |    | 0.597 |

## Classement tour préliminaire
| No | Équipe       | Points | Matches | Matches | Sets | Sets   | Sets  | Points | Points | Points |
| No | Équipe       | Points | gagnés  | perdus  | pour | contre | Ratio | pour   | contre | Ratio  |
| -- | ------------ | ------ | ------- | ------- | ---- | ------ | ----- | ------ | ------ | ------ |
| 1. | Cuba         | 23     | 11      | 1       | 33   | 6      | 5,500 |        |        |        |
| 2. | Brésil       | 21     | 9       | 3       | 30   | 16     | 1,875 |        |        |        |
| 3. | Chine        | 20     | 8       | 4       | 28   | 20     | 1,400 |        |        |        |
| 4. | Russie       | 19     | 7       | 5       | 26   | 19     | 1,368 |        |        |        |
| 5. | États-Unis   | 19     | 7       | 5       | 28   | 24     | 1,166 |        |        |        |
| 6. | Corée du Sud | 15     | 3       | 9       | 15   | 28     | 0,535 |        |        |        |
| 7. | Pays-Bas     | 14     | 2       | 10      | 9    | 32     | 0,281 |        |        |        |
| 8. | Japon        | 13     | 1       | 11      | 11   | 35     | 0,314 |        |        |        |

## Phase Finale

### Classement Final
| No | Équipe | Points | Matches | Matches | Matches | Sets | Sets   | Sets  | Points | Points | Points |
| No | Équipe | Points | joués   | gagnés  | perdus  | pour | contre | Ratio | pour   | contre | Ratio  |
| -- | ------ | ------ | ------- | ------- | ------- | ---- | ------ | ----- | ------ | ------ | ------ |
| 1  | Brésil | 6      | 3       | 3       | 0       | 9    | 6      | 1,500 |        |        | 1.242  |
| 2  | Cuba   | 5      | 3       | 2       | 1       | 8    | 6      | 1,333 |        |        | 1.080  |
| 3  | Russie | 4      | 3       | 1       | 2       | 7    | 6      | 1,166 |        |        | 0.963  |
| 4  | Chine  | 3      | 3       | 0       | 3       | 3    | 9      | 0,333 |        |        | 0.722  |

## Distinctions individuelles
- MVP : Leila Barros
- Meilleure Attaquante : Ana Ivis Fernández
- Meilleure Contreuse : Yang Li
- Meilleure Passeuse : Ana Flávia Sanglard
- Meilleure Défenseur : Tatiana Gratchiova

## Tableau final
| Place              | Équipe       |
| ------------------ | ------------ |
| Médaille d'or      | Brésil       |
| Médaille d'argent  | Cuba         |
| Médaille de bronze | Russie       |
| 4                  | Chine        |
| 5                  | États-Unis   |
| 6                  | Pays-Bas     |
| 7                  | Corée du Sud |
| 8                  | Japon        |